# رویداد قلعه قهقهه
رویداد قلعه قهقهه درگیری بود که در سال ۱۵۷۱ میلادی بین اسماعیل میرزا (بعدها شاه اسماعیل دوم) و حبیب‌بیگ استاجلو حاکم و دژبان قلعه قهقهه به دلیل مفقود شدن شمش‌های طلا و نقره در این دژ روی داد. این اختلاف نهایتا" به برکناری حبیب‌بیگ استاجلو، کنترل بیشتر اسماعیل میرزا از سوی حکومت شاه طهماسب یکم و افزایش اختلاف بین طوایف قزلباش شد.

## پیش زمینه
در زمان صفویان از قلعه قهقهه به عنوان زندان و محل نگهداری خزائن سلطنتی و دژ دفاعی استفاده می‌شده است. در اواسط ماه مه ۱۵۵۷ میلادی (۹۶۳ قمری) اسماعیل میرزا (بعدها شاه اسماعیل دوم) به قلعه تبعید و زندانی می‌گردد. فرماندهان قلعه که هر دو سال یک بار عوض می‌شدند از طرف شاه دستور اکید داشتند که از وی سخت مراقبت کنند. بسیاری از قزلباش‌ها آرزو می‌کردند او ولیعهد باشد چرا که محمد خدابنده از بیماری چشم در رنج بود و نزدیک بود بینایی خود را از دست بدهد. پنج سال پیش از مرگ شاه تهماسب اول در سال ۹۷۹ قمری حادثه‌ای پیش آمد که اختلاف بین سران طوایف گوناگون قزلباش را آشکار کرد. شاه تهماسب ششصد شمش طلا و ششصد شمش نقره در قلعه قهقهه گرد آورده بود.

## شرح ماجرا در قلعه
در سال ۹۷۹ قمری (۱۵۷۱ میلادی) هنگامی که اسماعیل میرزا در قلعه زندانی بود چند شمش طلا و نقره ناپدید شد. حبیب‌بیگ استاجلو دژبان و حاکم قهقهه ادعا کرد که شمش‌ها را افراد شاهزاده اسماعیل به دستور وی ربوده‌اند و شاهزاده آن‌ها را از بالای برج قلعه به جمعی از صوفیان که از خاک عثمانی به پای قلعه آمده‌اند بخشیده است. اسماعیل میرزا نیز ربودن شمش‌ها را به دختر حبیب‌بیگ استاجلو  نسبت داد. چون خبر این ماجرا به قزوین (پایتخت صفویان در دوره شاه تهماسب) رسید شاه تهماسب یکم ۴ تن از سران نامی قزلباش به نام حسین‌قلی خلفای روملو، ولی‌خلیفه شاملو، پیره محمدخان استاجلو و خلیفه انصار قراداغلو را مأمور کرد که به قهقهه روند و واقعیت ماجرا را مشخص کنند و خزانه را به قزوین انتقال دهند. پیره محمدخان که خود از طایفه استاجلو و با حبیب‌بیگ نسبت داشت ظاهرا" جانب وی را گرفت ولی در پنهان با اسماعیل میرزا عهد و پیمان بست. خلیفه انصار قراداغلو نیز به سبب دوستی و خویشی با طایفه استاجلو به پشتیبانی حاکم برخاست. ولی دو سردار دیگر از اسماعیل میرزا حمایت کردند.

## ماجرا در حضور شاه در قزوین
طرفین درگیر هنگامی به قزوین برگشتند و کارشان در مجلس شاه به گفتگو و بحث و حتی توهین به مقام شاهی کشید. چون معلوم شد که اسماعیل میرزا شمش‌ها را به وسیله صوفیان به تبریز و اردبیل فرستاده و برای تحریک و تشویق مردم به مخالفت با شاه و هواخواهی خویش به کار برده است شاه تهماسب به او بدگمان‌تر شد ولی چون حبیب‌بیگ استاجلو نیز با شاهزاده اسماعیل بر خلاف ادب رفتار کرده بود از حکومت قهقهه برکنار شد و خلیفه انصار قراداغلو به جای وی مأمور نگهداری قلعه شد. این سردار تمام طایفه خود را که در حدود ده هزار خانواده بودند به پیرامون قهقهه برد و آن را در میان گرفت. شاه هم از بیم آن که مبادا طایفه استاجلو به جان اسماعیل میرزا آسیبی رسانند پنجاه تن از قورچیان ایل افشار را نیز به مراقبت شاهزاده مأمور قلعه کرد. در پایان این رخدادها سران طایفه استاجلو که آن زمان از بزرگترین طوائف قزلباش بود مصمم شدند که به وسایل مختلف از ولیعهد شدن اسماعیل میرزا جلوگیری کنند زیرا می‌دانستند که اگر او شاه شود جان همه در خطر خواهد بود.